# Manali
Manali (Hindi मनाली, Manālī) ist eine Stadt (Municipal Council) mit einer Bevölkerung von 8096 Einwohnern (Zensus 2011) im indischen Bundesstaat Himachal Pradesh am Nordende des Kullutals. Die bedeutende Basisstation in der Gebirgsregion gehört verwaltungstechnisch zum Distrikt Kullu.

## Lage
Manali liegt in einer Höhe von 1949 m am Fluss Beas, 40 km nördlich der Stadt Kullu und 50 km südlich des  Rohtang-Passes. Die Stadt ist aufgeteilt in das heutige moderne Markt- und Touristenzentrum Manali, die alte Poststation „Duff Dunbar“ der Briten rechts der Beas, das inzwischen komplett bebaute Aleo am linken Beas-Ufer, und das ursprüngliche „Old Manali“, etwa 2–3 km nordwestlich oberhalb des Manalsu Nalla malerisch auf einem Hügel gelegen mit Obstgärten, traditionellen Stein- und Lehmhäusern und frei laufendem Vieh.

## Geschichte
Manali bedeutet wörtlich „Heimat des Manu“. Manu war ein mythischer König, der der Sage nach überlebte, als die Welt von der großen Flut heimgesucht wurde. Einer Version nach fiel seine Arche nach der Flut bei Manali auf festen Grund, und Manu wurde zum Urvater der Menschheit.
Manali liegt am Anfang einer alten Handelsstraße nach Ladakh und von dort weiter über den Karakorumpass nach Yarkant und Khotan in das Tarimbecken.
Heute ist Manali Ausgangspunkt des strategisch wichtigen National Highway nach Ladakh („Manali Leh Road“).
Seit der zweiten Hälfte des 19. Jahrhunderts wurde Manali interessant für britische Offiziere, die sich nach ihrer Pensionierung in das damals abgeschlossene Kullutal zurückzogen. Noch heute sind die Nachfahren des Col. Bannon in Manali bedeutend. Vor allem seit dem verstärkten Terror im Kaschmirtal 1989/90 explodierte die Tourismus-Infrastruktur in Manali.

## Religion
Die Region von Manali gilt als heilig, und Hindus pilgern von weither zu den heiligen Stätten, vor allem zur Tempelanlage der Göttin Hidimba Devi und zum Baumheiligtum des Krieger Ghatothkach im tausendjährigen Zedernwald von Dhungri.

Hidimba-Devi-Tempel und Ghatothkach-Baumheiligtum
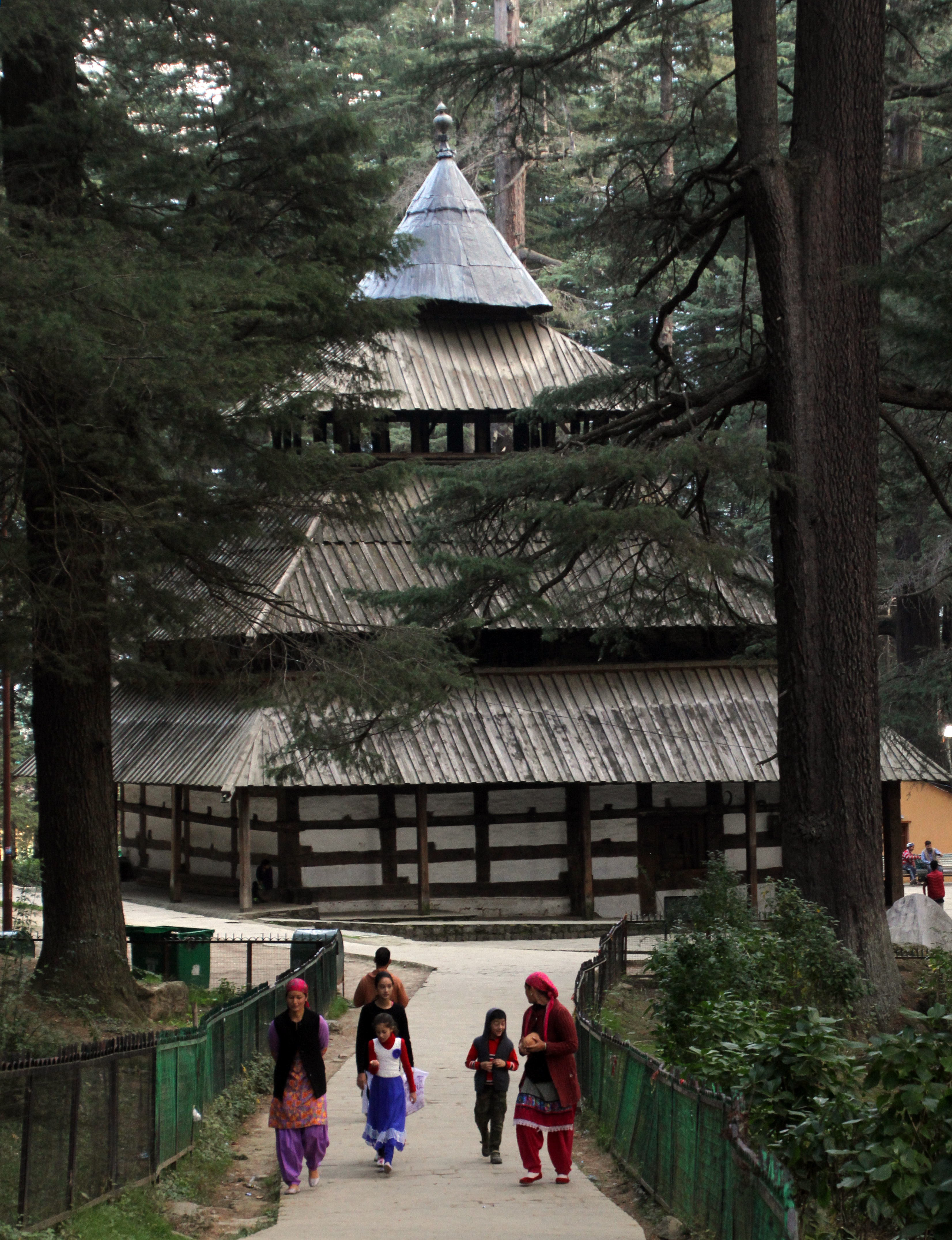
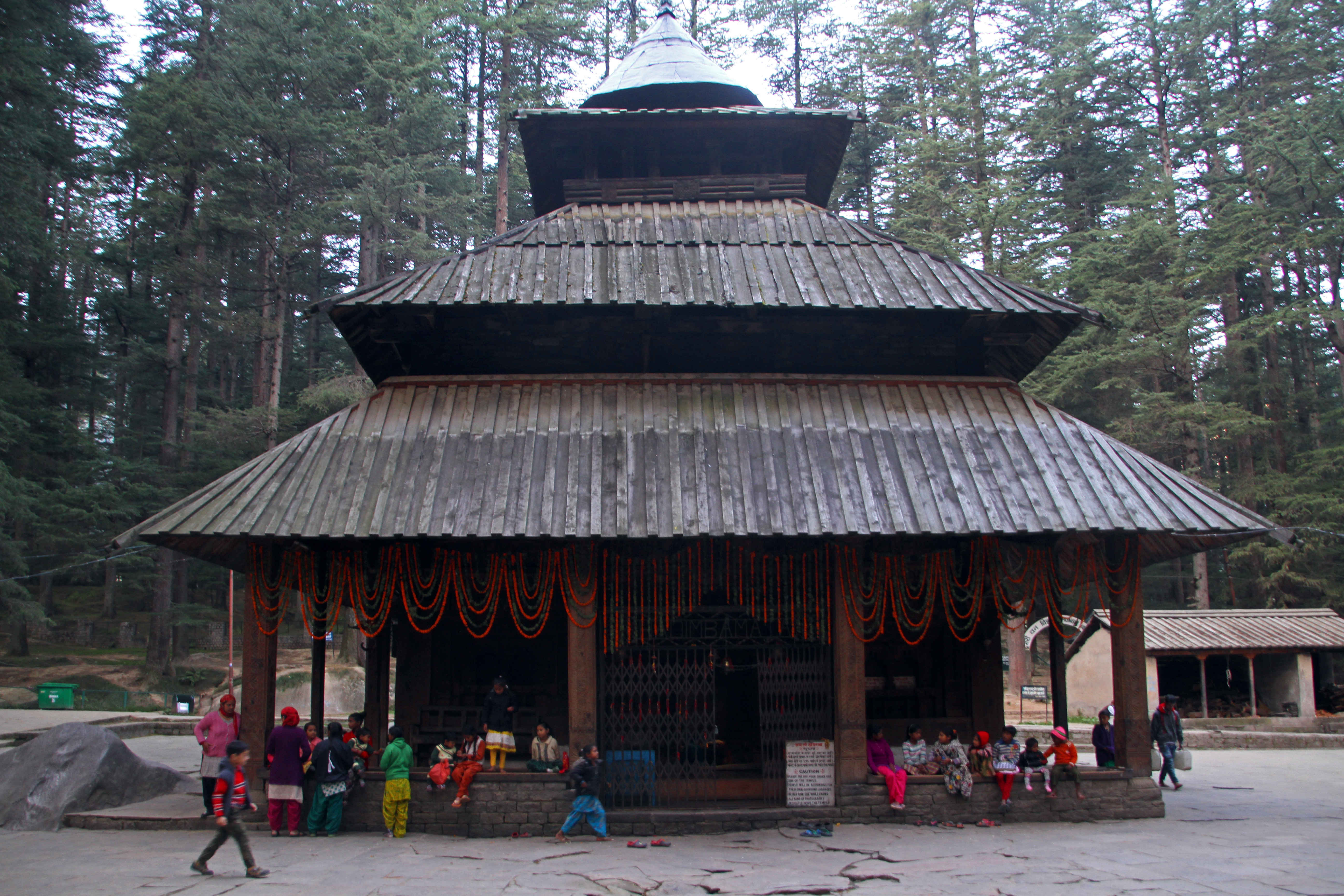
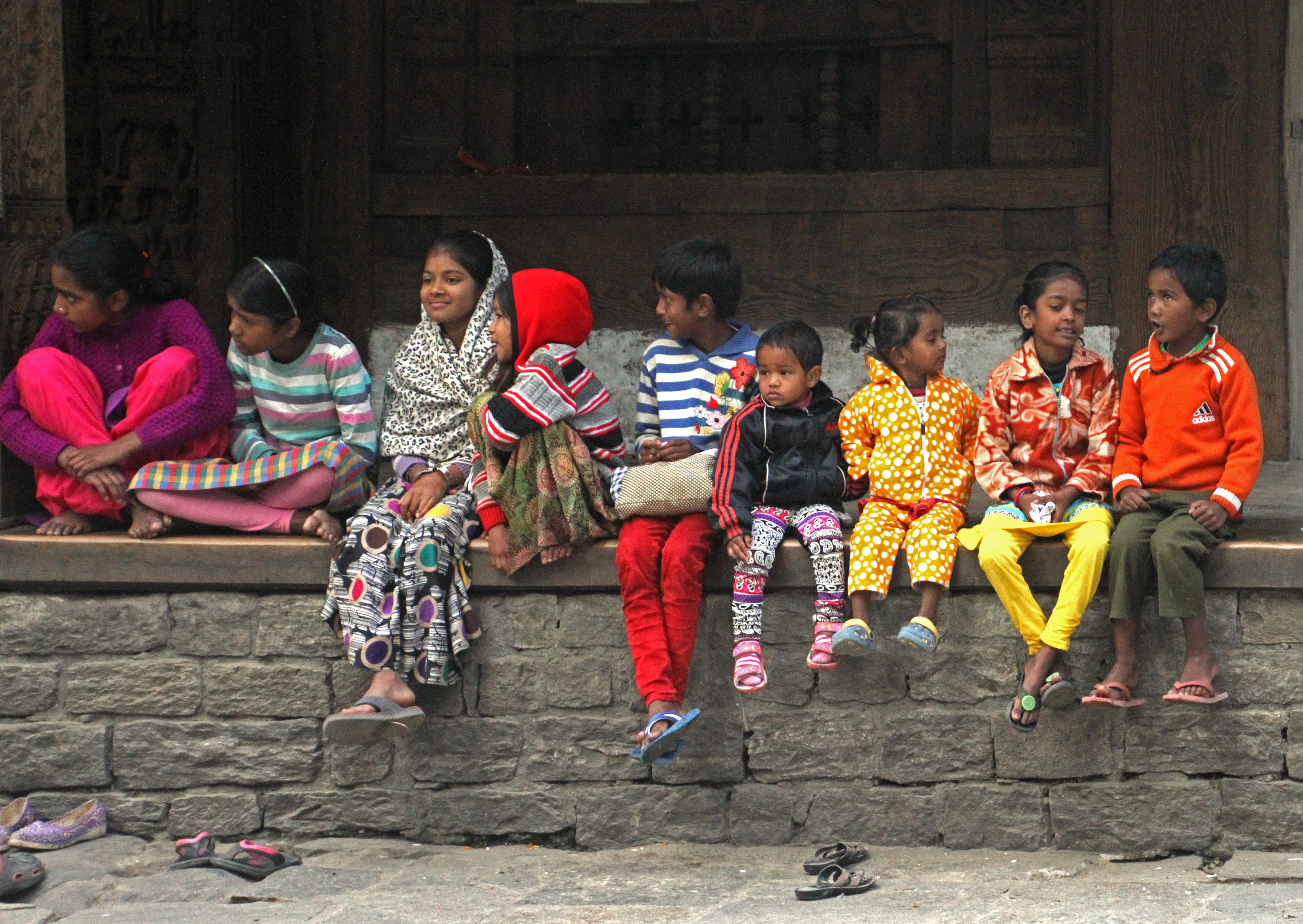
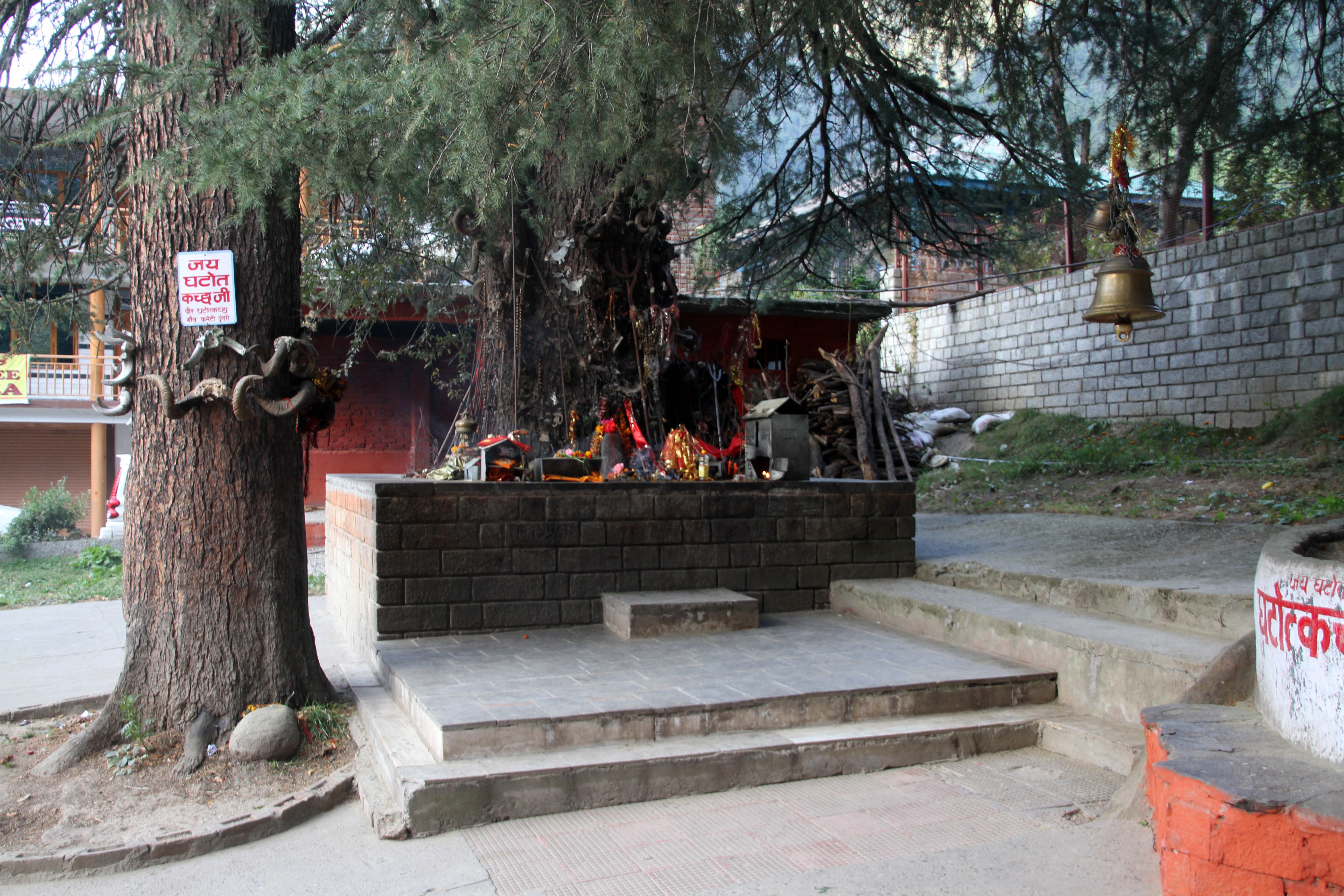
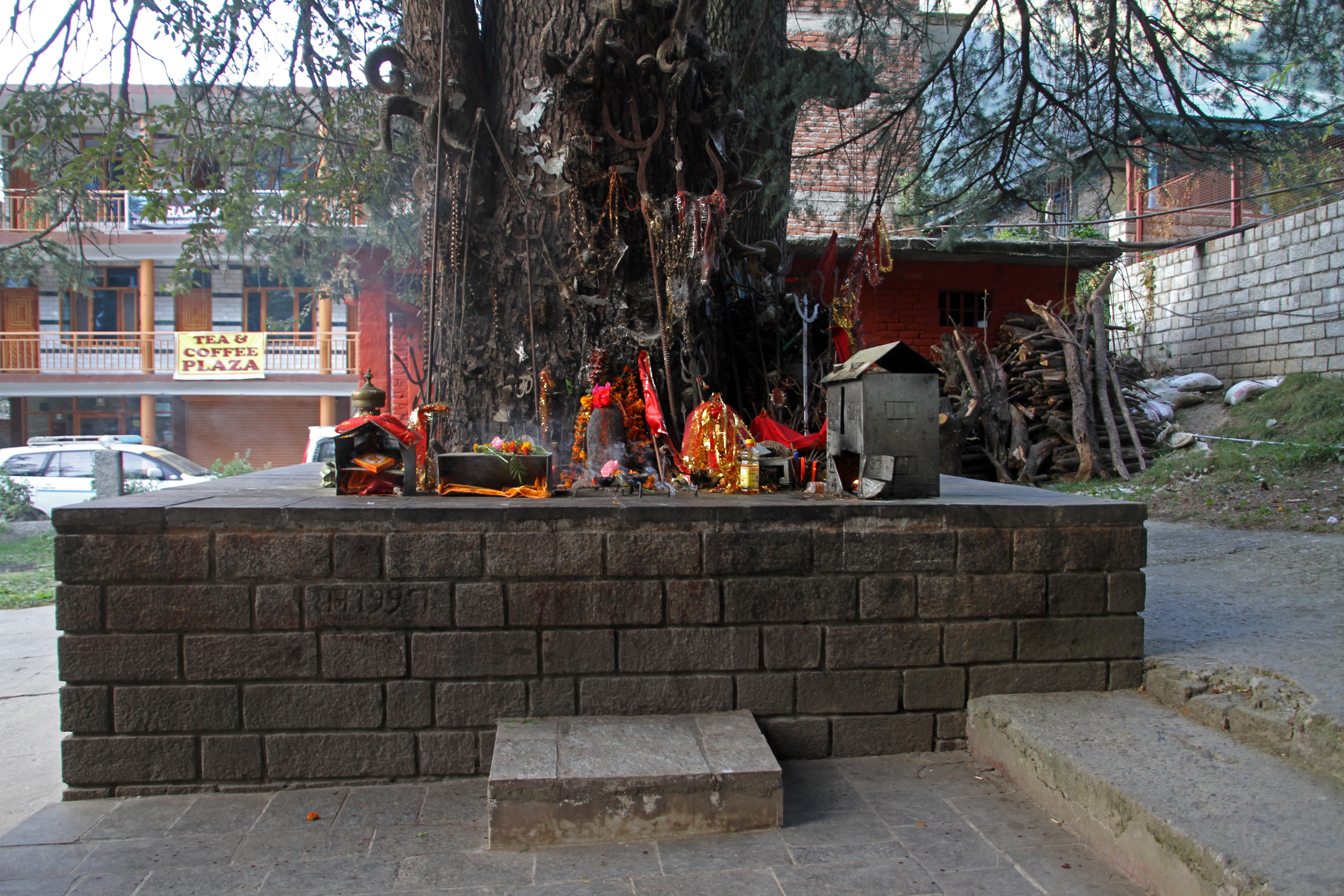
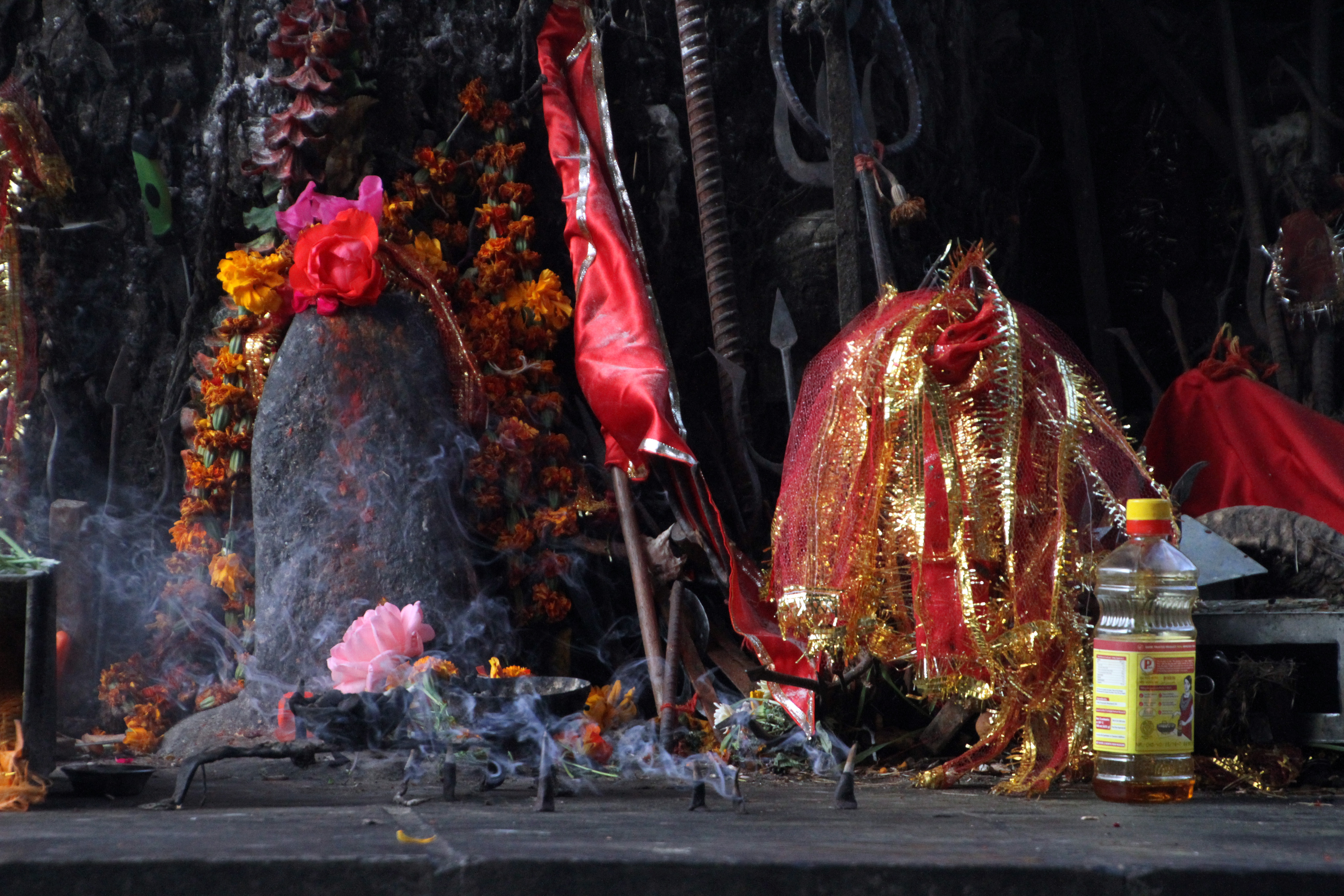
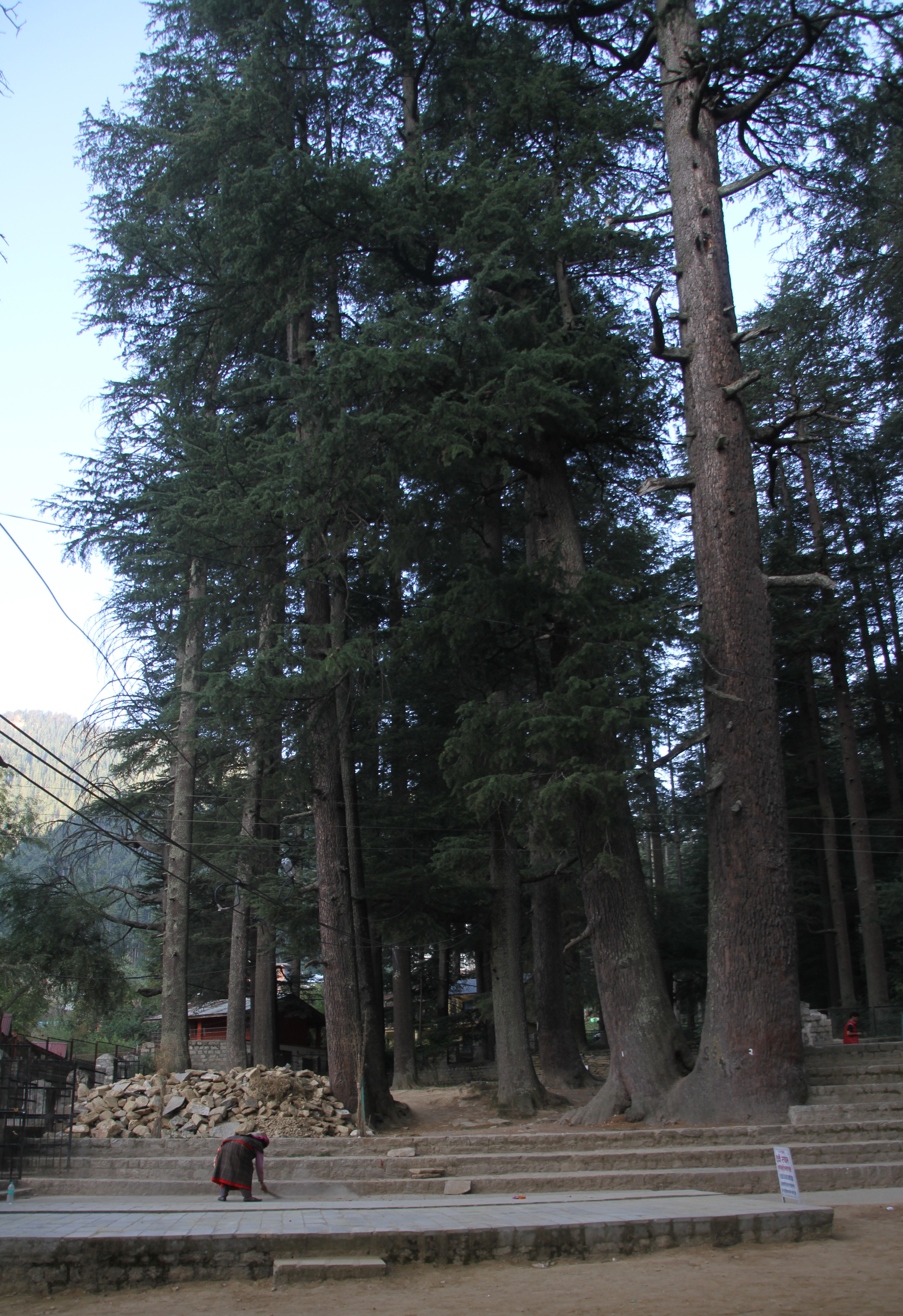

## Bedeutung
Manali ist heute ein beliebtes Touristenziel im Himalaya und einer der Bergsteiger-Hauptorte Asiens mit Sitz des Western Himalayan Institute of Mountaineering and Allied Sports.
Auf Grund des milden Sommerklimas und seiner berühmten Tempel ist es vor allem Zielort für indische Touristen und Ausgangspunkt für Hochgebirgstouren und sportliche Aktivitäten indischer und ausländischer Touristen.

## Verkehr
Der nächstgelegene Flughafen ist Bhuntar, 52 km südlich von Manali, der direkt von Neu-Delhi über Shimla angeflogen wird.
Die nächste Schmalspurbahn endet in Joginder Nagar, etwa 135 km westlich von Manali.
Die nächstgelegene größere Stadt ist Kullu, von dem aus die Stadt mit privaten und öffentlichen Bussen und Taxis angefahren wird. 
Der Manali-Leh-Highway verbindet Himachal Pradesh mit der Hauptstadt Leh der Provinz Ladakh.

## Klima
Das Klima in Manali ist warm-gemäßigt. In den Sommermonaten Juli und August, während der Monsunzeit, fallen die meisten Niederschläge. Der durchschnittliche Jahresniederschlag beträgt 1972 mm. Die Jahresmitteltemperatur liegt bei 15,1 °C.
|                       | Jan | Feb  | Mär  | Apr  | Mai  | Jun  | Jul  | Aug  | Sep  | Okt  | Nov  | Dez  |   |      |
| Mittl. Tagesmax. (°C) | 9,6 | 12,1 | 16,6 | 21,8 | 26,0 | 27,6 | 24,8 | 23,8 | 23,3 | 20,6 | 16,7 | 12,6 | ⌀ | 19,7 |
| Mittl. Tagesmin. (°C) | 1,4 | 3,3  | 7,3  | 11,6 | 15,7 | 17,7 | 17,4 | 16,9 | 15,2 | 11,2 | 7,1  | 3,8  | ⌀ | 10,7 |
|                       |     |      |      |      |      |      |      |      |      |      |      |      |   |      |
| Niederschlag (mm)     | 145 | 134  | 191  | 124  | 115  | 108  | 409  | 374  | 187  | 85   | 30   | 70   | Σ | 1972 |

| 1,4 |

| 3,3 |

| 7,3 |

| 11,6 |

| 15,7 |

| 17,7 |

| 17,4 |

| 16,9 |

| 15,2 |

| 11,2 |

| 7,1 |

| 3,8 |

| 1,4 |

| 3,3 |

| 7,3 |

| 11,6 |

| 15,7 |

| 17,7 |

| 17,4 |

| 16,9 |

| 15,2 |

| 11,2 |

| 7,1 |

| 3,8 |